# Erechim (microregio)
Erechim is een van de 35 microregio's van de Braziliaanse deelstaat Rio Grande do Sul. Zij ligt in de mesoregio Noroeste Rio-Grandense en grenst aan de microregio's Frederico Westphalen, Passo Fundo, Sananduva, Concórdia (SC) en Chapecó (SC). De microregio heeft een oppervlakte van ca. 5.710 km². In 2009 werd het inwoneraantal geschat op 217.894.
Dertig gemeenten behoren tot deze microregio:
- Aratiba
- Áurea
- Barão de Cotegipe
- Barra do Rio Azul
- Benjamin Constant do Sul
- Campinas do Sul
- Carlos Gomes
- Centenário
- Cruzaltense
- Entre Rios do Sul
- Erebango
- Erechim
- Erval Grande
- Estação
- Faxinalzinho
- Floriano Peixoto
- Gaurama
- Getúlio Vargas
- Jacutinga
- Ipiranga do Sul
- Itatiba do Sul
- Marcelino Ramos
- Mariano Moro
- Paulo Bento
- Ponte Preta
- Quatro Irmãos
- São Valentim
- Severiano de Almeida
- Três Arroios
- Viadutos

Mesoregio's: Centro Ocidental Rio-Grandense · Centro Oriental Rio-Grandense · Metropolitana de Porto Alegre · Nordeste Rio-Grandense · Noroeste Rio-Grandense · Sudeste Rio-Grandense · Sudoeste Rio-Grandense

Microregio's: Cachoeira do Sul · Camaquã · Campanha Central · Campanha Meridional · Campanha Ocidental · Carazinho · Caxias do Sul · Cerro Largo · Cruz Alta · Erechim · Frederico Westphalen · Gramado-Canela · Guaporé · Ijuí · Jaguarão · Lajeado-Estrela · Litoral Lagunar · Montenegro · Não-Me-Toque · Osório · Passo Fundo · Pelotas · Porto Alegre · Restinga Seca · Sananduva · Santa Cruz do Sul · Santa Maria · Santa Rosa · Santiago · Santo Ângelo · São Jerônimo · Serras de Sudeste · Soledade · Três Passos · Vacaria